# Lac-des-Écorces
Pour les articles homonymes, voir Écorce (homonymie).
Lac-des-Écorces est une municipalité qui fait partie de la municipalité régionale de comté d'Antoine-Labelle, située dans la région administrative des Laurentides, au Québec (Canada).

## Toponymie
Le toponyme descriptif de la municipalité de Lac-des-Écorces fut emprunté au lac du même nom, lui-même désigné ainsi en raison de la magnifique forêt de bouleaux qui peuple ses rives.

## Histoire
Le 10 octobre 2002, la municipalité de Beaux-Rivages ainsi que les municipalités des villages de Lac-des-Écorces et de Val-Barrette se regroupaient pour constituer une nouvelle municipalité désignée sous le nom Beaux-Rivages–Lac-des-Écorces–Val-Barrette; le 21 juin 2003, ce dernier était changé pour celui de Lac-des-Écorces.

### Val-Barrette
Ce secteur de la municipalité est distante de 16 km de Mont-Laurier, plus au nord-ouest. Son territoire, circonscrit par ceux de anciennement Beaux-Rivages et de Kiamika, s'étend sur les bords du lac Gauvin, à l'est de la rivière Kiamika, dans la partie sud du canton de Campbell.
L'endroit s'ouvre timidement à la colonisation en 1894 avec l'arrivée d'un dénommé Thomas Brunet, considéré comme le premier pionnier. Ce dernier venait de Thurso. La paroisse de Saint-Joseph-de-Val-Barette voit le jour comme mission en 1912 et accède au statut de paroisse en 1916, quoique son érection canonique ne surviendra qu'en 1944. Le nom choisi évoque, d'une part, le patron du Canada, et rappelle, d'autre part, qu'elle a été implantée dans une vallée. Quant au spécificatif Barrette, il célèbre le souvenir de Zéphirin Barrette, l'un des premiers propriétaires de la localité. Arrivé en ces lieux en provenance de Saint-Vincent-de-Paul à la fin de 1908, il fera construire un hôtel et donnera le terrain pour la construction de l'église. Premier maire de l'endroit (1914-1915), il assumera également la fonction de premier maître de poste (1909-1920) et celle de premier président de la commission scolaire.
La municipalité du village de Val-Barrette, créée en 1914 par suite de son détachement de la municipalité du canton de Campbell-Partie-Est (devenue en 1953 la municipalité de Lac-des-Écorces et en 1984 la municipalité de Beaux-Rivages), reprend alors la dénomination déjà attribuée au bureau de poste ouvert en 1909. Jadis axée sur la culture maraîchère, la fabrication de lainages et le sciage du bois, l'économie barrettoise se tourne davantage présentement du côté de la villégiature pour assurer sa prospérité. On trouve à cet endroit l'une des plus importantes stations de pisciculture du Québec, axée sur l'élevage de la truite.

## Géographie
Le lac des Écorces est un élargissement de la rivière Kiamika situé dans le sud-ouest de la municipalité. La rivière Kiamika traverse cette dernière du nord-est vers le sud-ouest.

## Démographie
| 2001  | 2006  | 2011  | 2016  | 2021  |
| ----- | ----- | ----- | ----- | ----- |
| 2 715 | 2 884 | 2 713 | 2 734 | 2 885 |

## Administration
Les élections municipales se font en bloc et suivant un découpage de six districts.
| Lac-des-Écorces Maires depuis 2005                                                                                   |                |         |          |
| Élection | Maire          | Qualité | Résultat |
| 2005 | Pierre Flamand |         | Voir     |
| 2009 | Pierre Flamand | Voir    |          |
| 2013 | Pierre Flamand | Voir    |          |
| 2017 | Pierre Flamand | Voir    |          |
| 2021 | Pierre Flamand | Voir    |          |
| Élection partielle en italique Depuis 2005, les élections sont simultanées dans toutes les municipalités québécoises |                |         |          |

## Sécurité Publique
La Sûreté du Québec est la seule organisation policière à servir tout le territoire de la municipalité.
Le Service de Sécurité Incendie Rivières Kiamika (SSIRK), est le regroupement des services incendies de Lac-Des-Écorces, Chute-Saint-Philippe et Kiamika. Ce regroupement s'occupe de la sécurité incendie sur le territoire du Lac-des-Écorces.

## Galerie photos

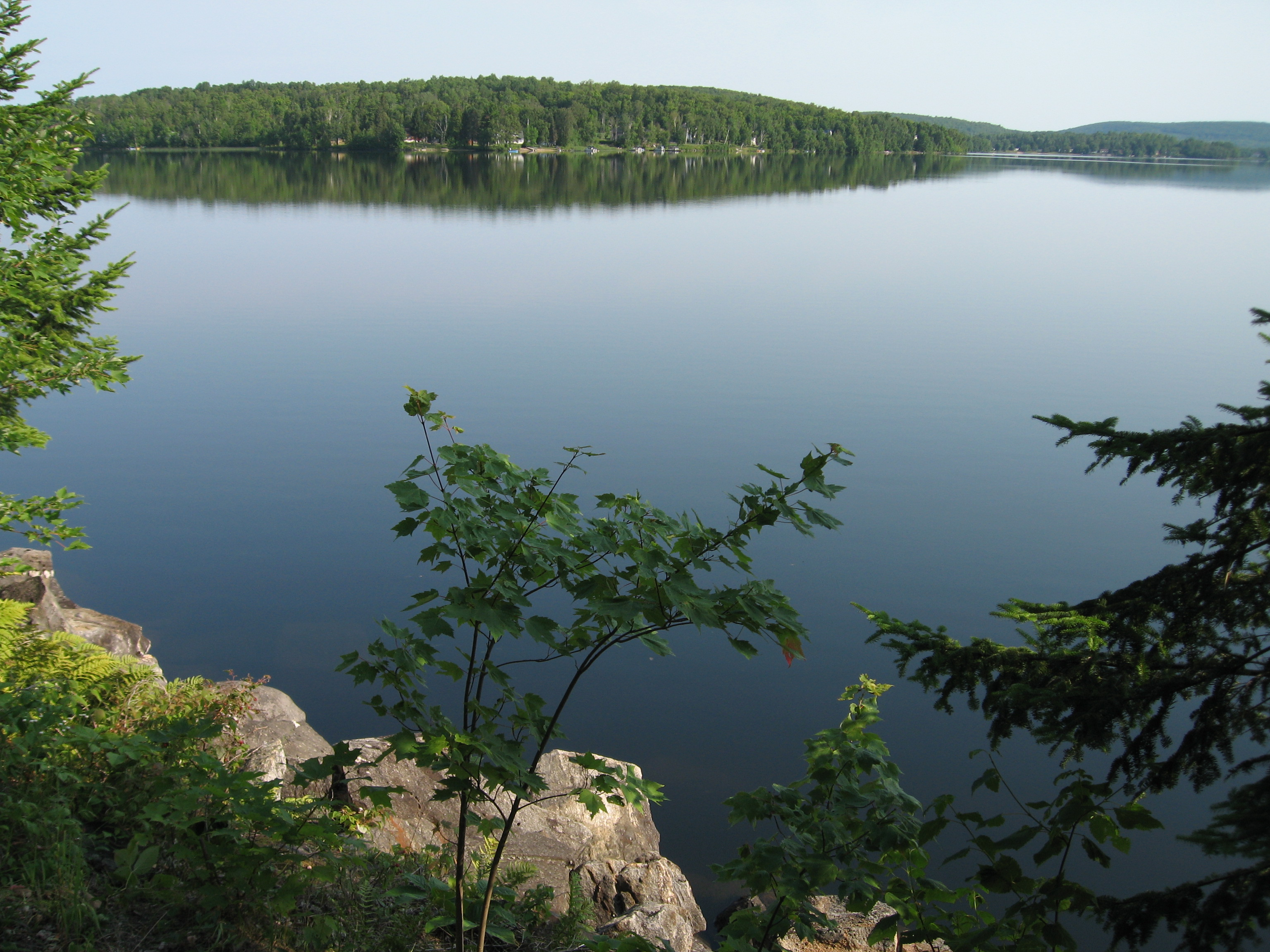
Lac des Écorces
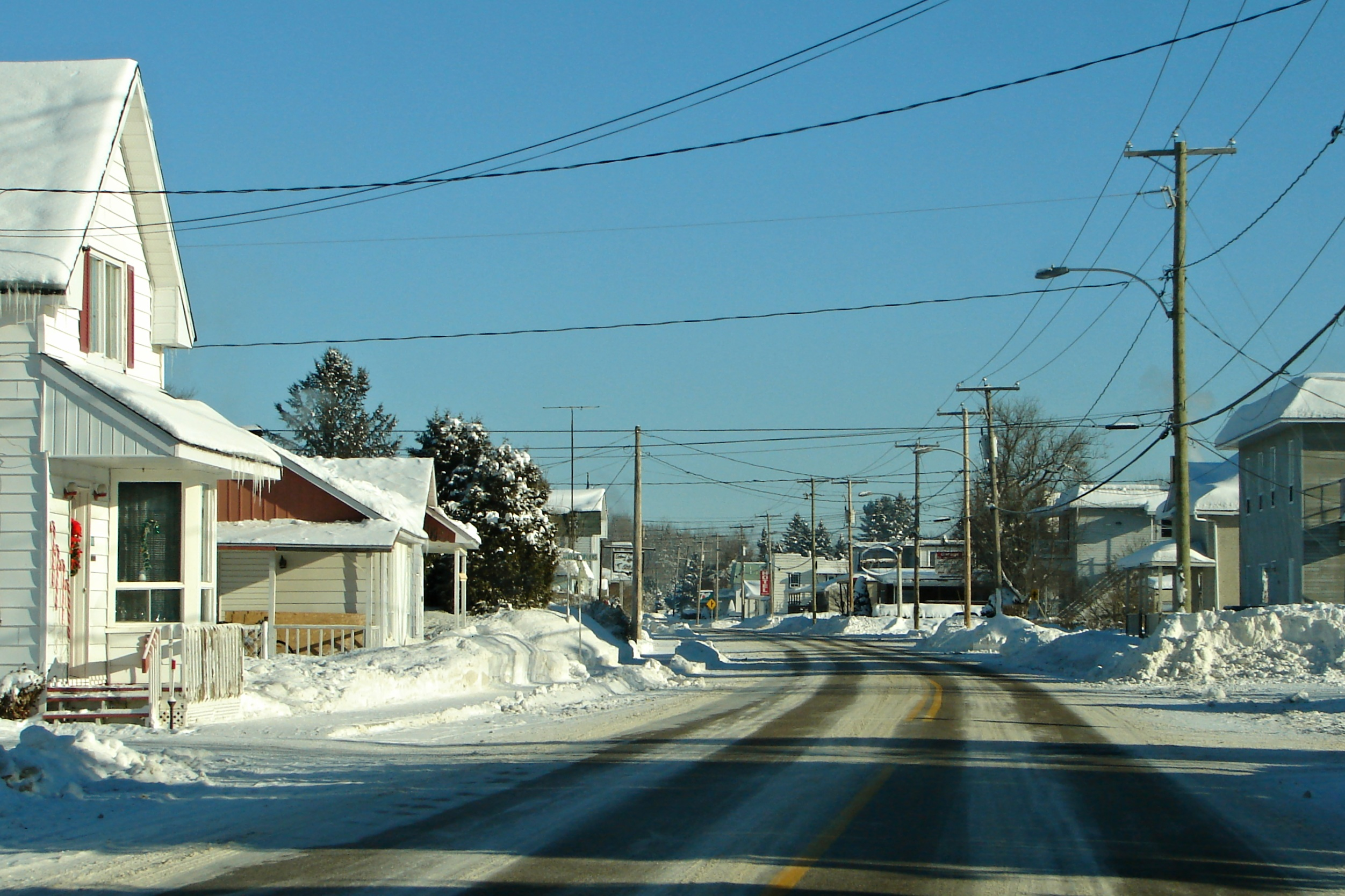
Val-Barrette